# Марш (остров)
Марш (англ. Marsh Island, фр. Grosse-Île-du-Vermillion) — остров в Мексиканском заливе, вблизи побережья Луизианы. В административном отношении относится к приходу Айбирия, штат Луизиана, США.
Марш — низменный болотистый остров. На севере омывается водами заливов Вермилион и Уэст-Кот-Бланш, а на юге — водами Мексиканского залива. На западе остров отделён от материка узким проливом Саутуэст-Пасс. Площадь Марша составляет 258,95 км², что делает его 55-м крупнейшим островом США.
По данным переписи 2010 года постоянного населения на острове нет.